# Froschwels
Der Froschwels (Clarias batrachus) aus der Ordnung der Welsartigen ist in Sri Lanka, Ostindien, Malaysia, Indonesien sowie bis ins Mekong-Delta beheimatet. Inzwischen hat er sich als Neozoon auch in einigen Teilen Floridas stark vermehrt.
Der im englischen Sprachraum als walking catfish bezeichnete Fisch hat ein zusätzliches Atmungsorgan in Form eines Atemsacks, wodurch er in sauerstoffarmen Lebensräumen zusätzlich Oberflächenluft aufnehmen kann. Die Fische können für einen gewissen Zeitraum auch außerhalb des Wassers überleben.
Der Froschwels kann eine Größe von bis zu 50 cm erreichen. Die erwachsenen Männchen sind von den Weibchen durch ihre Zeichnung der Rückenflosse mit Punkten zu unterscheiden.
In Südostasien ist er ein beliebter Speisefisch. Die übliche Länge für den Verzehr ist ~30 cm.